# Ashley Sanchez
Ashley Nicole Sanchez, född den 16 mars 1999 i Pasadena, Kalifornien, är en amerikansk fotbollsspelare.

## Biografi
Ashley Sanchez spelade collegefotboll för UCLA Bruins och inledde sin seniorkarriär i Washington Spirit år 2020. Hon värvades 2024 av North Carolina Courage. Hon har även representerat det amerikanska damlandslaget där hon debuterade 2024.